# Łuka Mała
Łuka Mała (ukr. Ма́ла Лука́) – wieś na Ukrainie w rejonie czortkowskim należącym do obwodu tarnopolskiego. Leży nad Zbruczem.

## Historia
W XIX wieku należała do Kierzkowskich herbu Krzywda. Na przełomie XIX/XX wieku właścicielką dóbr tabularnych była Nikodema Kieszkowska (żona Jacka Kieszkowskiego).
W II Rzeczypospolitej w powiecie skałackim województwa tarnopolskiego. Stacjonowały tu jednostki graniczne Wojska Polskiego: we wrześniu 1921 w Luce Małej wystawiła placówkę 1 kompania 23 batalionu celnego, a po 1924 w miejscowości stacjonowała strażnica KOP „Łuka Mała”.
W 1939 r. wieś liczyła ok. 1600 mieszkańców, z których ok. 25% stanowili Polacy. W kwietniu 1944 nacjonaliści ukraińscy z  OUN-UPA zamordowali tutaj polską nauczycielkę Marię Klapę.
Do 2020 w rejonie husiatyńskim. 